# Coxiella burnetii
Coxiella burnetii is een gramnegatieve en aeroob levende, ongeveer 0,4 µm lang en een bijna kokkenachtige staafvormige bacterie uit de familie Coxiellaceae. Coxiella burnetii is de verwekker van de Q-koorts. De bacterie werd in 1937 voor de eerste keer geïsoleerd door Frank Macfarlane Burnet en Mavis Freeman als een Rickettsia-soort. H.R. Cox en Davis isoleerden in 1938 het pathogeen uit teken in Montana, Verenigde Staten en beschreven de overdracht van de ziekte. De bacterie kreeg in datzelfde jaar de wetenschappelijke naam Coxiella burnetii. Tegenwoordig wordt de bacterie niet meer tot Rickettsia gerekend.

## Eigenschappen
Coxiella burnetii is een bacterie die in de cellen van een gastheer leeft. Coxiella burnetii en alle anderen soorten van het geslacht Coxiella worden door een vacuole omsloten. Buiten de gastheer vormt deze bacterie een verdikte celwand, waardoor ze buiten de gastheer goed kan overleven. Voor het voor onderzoek kunstmatig kweken van deze ziekteverwekker op een voedingsbodem worden dooierzakken van kippenembryo's gebruikt.

## Overdracht
Coxiella burnetii komt over de hele wereld voor en kan door geiten, maar ook schapen, honden, katten en runderen op de mens overgedragen worden.
Bij de overdracht tussen dieren spelen teken een belangrijke rol, maar ook door het eten van besmette mest of rauwe melk vindt overdracht plaats. De besmetting van mensen vindt plaats door inademing van met de bacterie besmette stof. Coxiella burnetii kan lange tijd overleven en kan in droog materiaal na meerdere maanden nog een besmetting geven. Overdracht van mens op mens treedt zelden op. Het is een bekend middel voor biologische oorlogvoering.

## Voetnoot
1. ↑  Kamervragen van de PvdD. Gearchiveerd op 22 februari 2014.